# Bernhard Moritz Snethlage
Bernhard Moritz Snethlage (bis etwa 1800 Bernhard Mauritz Snethlage; * 28. Mai 1753 in Tecklenburg; † 19. November 1840 in Berlin) war ein deutscher Gymnasialrektor.

## Leben
Snethlage, ein Sohn des reformierten Pfarrers Gerhard Bernhard Snethlage († 1763) ging zum Studium zunächst an die Universität Duisburg. Dort wohnte er mit den Brüdern Johann Gerhard Hasenkamp, Friedrich Arnold Hasenkamp und Johannes Heinrich Hasenkamp (1750–1814) zusammen. 1772 wechselte er an die Universität Leiden, dann an die Universität Utrecht. Er studierte bis 1776 neben der Theologie auch Schulwissenschaften, Philologie, Philosophie, Mathematik und Naturwissenschaften. Von 1776 bis 1778 arbeitete er als Hauslehrer und Erzieher zunächst bei einem Baron van Heeckern-Enghuisen in Arnheim, dann ein Jahr beim Bankier John Hope in Amsterdam. Aus gesundheitlichen Gründen musste er jedoch zurück in die Heimat.
Snethlage erhielt 1779 einen Ruf als Mathematiklehrer und stellvertretender Schulleiter neben Theodor Friedrich Stange an das neugeformte Gymnasium Hamm. Allerdings zog sich die Organisation der neuen Anstalt hin, so dass er erst 1781 seine Tätigkeit am Gymnasium aufnahm. Er galt bereits in dieser Zeit als hervorragender Lehrer. Als Stange 1789 die Schule verließ, wurde er an dessen Stelle Schulleiter. In dieser Zeit bearbeitete die Preisfragen Ist das Studium der Naturgeschichte für die Jugend von solcher Nützlichkeit, daß sie als wesentlicher Theil einer wohlgeordneten Erziehung betrachtet zu werden verdient? der Haarlemer Akademie der Wissenschaften und erhielt dafür die silberne Medaille. Auch setzte er sich für die Einrichtung einer Höheren Töchterschule ein.
Snethlage erregte durch seine Tätigkeit in Hamm die Aufmerksamkeit des Ministers Julius Eberhard von Massow. Snethlage erhielt den Ruf für die Nachfolge von Johann Heinrich Ludwig Meierotto als Rektor des Joachimsthalschen Gymnasiums. Am 7. April 1802 trat er seinen Dienst in Berlin an. 1816 erhielt er durch den König Friedrich Wilhelm III. den Roten Adlerorden III. Klasse. Er war häufig als Gutachter für den König zu Fragen der Schulen und Erziehung tätig. Außerdem wurde er zum Konsistorialrat in Berlin berufen. 1817 wurde ihm die Ehrendoktorwürde (Dr. theol. h. c.) durch die Berliner Universität verliehen. 1826 wurde er in den Ruhestand versetzt. Sein Nachfolger wurde August Meineke.
Snethlage gab regelmäßig Gesellschaften, wobei zu den regelmäßigen Gästen unter anderem Friedrich Strauß, Rulemann Friedrich Eylert, Franz Theremin, Hans Ernst von Kottwitz oder Ernst von Bodelschwingh der Ältere zählten.
Snethlage war seit 1783 mit der Pfarrerstochter Johanna Christina Luisa Achenbach (1763–1855) aus Flierich verheiratet. Der Oberhofprediger Karl Wilhelm Moritz Snethlage war sein Sohn.

## Werke (Auswahl)
- De necessitate linguae latinae in scholis litterariis non negligendae, Hamm 1792.
- Frankreichs Revolution ist warnend und lehrreich für alle Nationen: Eine politisch-pädagogische Abhandlung, Grote, Hamm 1795.
- Ueber den gegenwärtigen Zustand der niedern Schulen und ihre zweckmäßigere Einrichtung, Platvoet, Münster 1798.
- Ueber die Umschaffung der niederen lateinischen Schulen in den kleinen Städten in Realschulen, 1800.
- Bemerkungen über Pestalozzi’s Lehrmethode, Berlin 1804.
- Ueber einige Hindernisse, die den Erfolg der Erziehung und die Wohlfahrt der Staaten aufhalten, 17 Bände, Berlin 1805–1822.